# Enrique Sobejano
Enrique Sobejano (Madrid, 18 de gener de 1957) és un arquitecte espanyol. Ha estat premiat amb la medalla Alvar Aalto (2015), concedida pel museu finlandès d'arquitectura i l'Associació Finesa d'Arquitectes (SAFA).

## Biografia
Va estudiar arquitectura a la Universitat Politècnica de Madrid i va cursar un Master of Science in Building Design a la Universitat de Colúmbia a Nova York. Va estar casat amb la també arquitecta Fuensanta Nieto,
amb la qual va tenir tres fills.

## Trajectòria professional
En 1985, Sobejano va fundar a Madrid, al costat de Fuensanta Nieto, l'estudi Nieto Sobejano Arquitectes. A més de la seva faceta com a professionals de l'arquitectura, Sobejano i Nieto van dirigir des de 1986 a 1999 la revista del Col·legi Oficial d'Arquitectes de Madrid, Arquitectura, i entre 1988 i 1992, els cursos d'arquitectura d'estiu que la Universitat Complutense de Madrid organitza en El Escorial.
Sobejano és també professor de projectes de l'Escola d'Arquitectura de la Universitat Europea de Madrid.

## Obres
La gran majoria de la seva obra com a professional obeeix a concursos públics i, de fet, el seu primer projecte important va ser l'ampliació del rectorat de la Universitat de Vigo, en guanyar el concurs d'adjudicació d'obres en 1995.
Més tard realitza projectes com els habitatges ES-30 a Sevilla (1996-2002), que va rebre el premi Europan VII Biennal A I 2003; o el Palau de Congressos de Mèrida (1999-2004), en el qual destaca l'interès pel tractament de la pell de l'edifici, per a això no dubte a col·laborar amb escultors com Esther Pizarro en aquest cas, qui va realitzar uns relleus.
Va dissenyar el Palau de Congressos de Saragossa està situat en el meandre de Ranillas i va ser construït amb motiu de la celebració de la Mostra Internacional Expo 2008.
A Las Palmas va construir el Museu del Mar, al Castell de la Llum. Aquesta obra va rebre un esment especial per part del jurat del Premi d'Arquitectura Espanyola 2015, atorgat pel Consell Superior dels Col·legis d'Arquitectes d'Espanya.

### C3A
Al Centre de Creació Contemporània d'Andalusia, aixecat a Còrdova (2005-2013), una altra de les seves obres, el tractament de l'envolupant és realitzat en col·laboració amb el col·lectiu d'artistes Realities:United. En l'ampliació del Museu de Sant Telmo (Sant Sebastià, Espanya, 2005-2011), l'edifici presenta "una pell metàl·lica embolicada en liquen i molsa", que és obra dels artistes Leopoldo Ferrán i Agustina Otero Fernández, que van col·laborar en el projecte.

### Seu institucional Madinat al Zahra
El museu i seu institucional Madinat al Zahra (Còrdova, Espanya, 1999-2009), pel qual va guanyar el premi Aga Khan en 2010, el premi Piranesi Prix de Rome en 2011 i el premi al Museu Europeu de l'Any en 2012. L'edifici es presenta semienterrado com l'excavació arqueològica de la ciutat califal del segle x, de la qual exposa la seva obra.

### Altres treballs
- L'ampliació del Museu Nacional d'Escultura Col·legi de Sant Gregori a Valladolid (2000-2007), per la qual va guanyar el Premi Nacional de Conservació i Restauració de Béns Arquitectònics 2007. En aquesta obra, l'ampliació és considerada com una altra fase més en la història d'un edifici iniciat a la fi del segle xv que s'ha anat construint al llarg dels segles.[3]
- L'ampliació del Museu d'Art Moritzburg (Halle, Alemanya, 2004-2011), per la qual va guanyar el Premi Nike de la BDA (Bund Deutscher Architekten) en 2010) i el Premi Hannes Meyer en 2012. En aquesta ocasió transforma les ruïnes d'un castell del segle xv en un modern contenidor per a una col·lecció d'art del segle xx.[3]

## Reconeixements
Al llarg de la seva trajectòria professional l'estudi Nieto Sobejano ha rebut nombrosos premis i distincions en concursos d'arquitectura, entre els quals podem destacar:
- Primer premi al Centre Nacional d'Arts Visuals. Madrid. 2009;
- Primer premi a l'Ordenació urbana, Oficines i Hotel. Múnic, Alemanya. 2009 ;
- Primer premi al Mercat, Poliesportiu, Biblioteca i Espais Públics. Barceló. Madrid. 2007;
- Primer premi al Museu Interactiu de la Història de Lugo. 2007;
- Premi Nacional de Restauració i Conservació de Béns Culturals 2007 per la intervenció i ampliació del Museu Nacional d'Escultura en el Col·legi de Sant Gregori de Valladolid.[8]
- Primer premi a la Rehabilitació i Ampliació del Museu Joanneum. Graz. Àustria. 2006;
- Primer premi a l'Espai de Creació Artística de Còrdova. 2005;
- Primer premi a l'Ampliació Calmi Kastner & Öhler. Graz. Àustria. 2005;
- Primer premi al Centre del Vi de Rioja. 2005;
- Primer premi al Palau de Congressos i Exposicions Expo Zaragoza 2008. 2005;
- Primer premi a l'Ampliació del Museu de Sant Telmo. Sant Sebastià 2005;
- Primer premi a l'Ampliació del Museu d'Art de Moritzburg. Trobi. Alemanya. 2004;
- Primer premi al Centre Cultural Mediambiental. Càceres. 2003;
- Primer premi al Club Esportiu Montecarmelo. Madrid. 2003;
- Primer premi al Museu Canari. Las Palmas. 2003.[9]

A més, Sobejano va rebre al costat de la seva sòcia, Fuensanta Nieto la medalla Alvar Aalto 2015, premi internacional d'arquitectura concedit pel museu d'arquitectura de Finlàndia i l'Associació Finlandesa d'Arquitectes (SAFA), en reconeixement del conjunt d'una carrera, sent els primers arequitectos espanyols a rebre aquesta distinció.